# Social pension
Social pension er betegnelsen for udbetaling af finansielle ydelser fra stat til individ, som begynder når en person går på pension og fortsætter resten af dennes liv. Den udgør en del af et pensionssystem i de fleste industrilande, især når det kommer til de grundlæggende ydelser i et pensionssystem, som indgår i en stats velfærdssystem. Social pension er anderledes end andre typer af pensioner eftersom forudsætningerne for at modtage denne pension ikke kræver forudgående indbetalinger fra en person eller dennes arbejdsgiver, men statsborgerskab eller opholdstilladelse samt den rette alder og eventuelt andre kriterier opstillet af myndighederne.